# Carla Overbeck

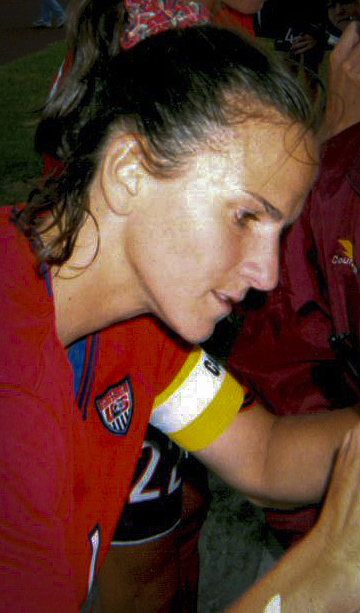
Carla Overbeck 2007

Carla Werden Overbeck (* 9. Mai 1968 in Pasadena als Carla Werden) ist eine ehemalige US-amerikanische Fußballspielerin. Sie war eine Abwehrspielerin.

## Biografie
Sie wuchs in Richardson auf und spielte an der Richardson High School. Nach der Schule wechselte sie an die University of North Carolina at Chapel Hill, wo sie viermal die nationale Collegemeisterschaft gewann. Am 5. Juni 1988 debütierte sie beim einzigen Spiel der USA gegen die Tschechoslowakei in der US-Nationalmannschaft. Später spielte sie für die Raleigh Wings in der W-League sowie für Caroline Courage in der WUSA.
Am 5. Juni 1988 bestritt sie beim einzigen Länderspiel der US-Frauen gegen die Tschechoslowakei noch unter ihrem Geburtsnamen ihr erstes Länderspiel.
Sie nahm 1991, 1995 und 1999 an der Weltmeisterschaft teil und bestritt 18 WM-Spiele. 1991 und 1999 wurde sie Weltmeisterin, 1995 belegte sie mit ihrer Mannschaft den dritten Platz. Sie nahm 1996 und 2000 an den Olympischen Spielen teil, bei denen sie 1996 die Goldmedaille gewann und im Gruppenspiel gegen China ihr 100. Länderspiel bestritt. Am 9. Februar 2000 fungierte sie erstmals als Spielführerin der US-Nationalmannschaft und hatte diesen Posten auch beim anschließenden Algarve-Cup inne, den die US-Frauen erstmals gewannen. Nach den Olympischen Spielen 2000, bei denen sie nicht eingesetzt wurde, beendete sie im Dezember mit 170 Länderspielen ihre Karriere – nochmals als Spielführerin. Dabei wurde die Zahl erst im August 2016 auf 170 Spiele gestellt, nachdem der US-Verband bei der Überprüfung seiner Statistik auf zwei im Januar 1995 durchgeführte Länderspiele gestoßen war, die bis dahin nicht berücksichtigt wurden und in denen sie einen Einsatz hatte.  In einigen noch nicht aktualisierten Statistiken wird sie daher noch mit 168 Länderspielen geführt.
Im Februar 1999 spielte sie zudem aus Anlass der Auslosung der Gruppen der WM 1999 mit der Nationalmannschaft gegen eine FIFA-Weltauswahl. Das Spiel wird aber nicht als offizielles Länderspiel gezählt. Bei der WM erreichte sie mit ihrer Mannschaft das Finale gegen China, das die US-Frauen im Elfmeterschießen gewannen. Dabei verwandelte sie den ersten Elfmeter.

## Auszeichnungen
- 1999: Wahl das All-Star Team des WM-Turniers
- 2006: Aufnahme in die National Soccer Hall of Fame
- 2013: Wahl in das All-Time Women's National Team Best XI[4]

## Erfolge
- Weltmeisterin 1991 und 1999
- 3. Platz bei der WM 1995
- Olympiasiegerin 1996
- Olympiasilber 2000 (ohne Einsatz)
- Algarve-Cup-Siegerin 2000 (als Kapitänin)
- Sieg bei den CONCACAF Women’s Championship 1994

## Rekorde
- Meiste aufeinanderfolgende Spielminuten in der US-Nationalmannschaft: 3.576 zwischen 4. August 1993 und 14. Januar 1996